# Гнила Липа (права притока Золотої Липи)
Гнила́ Ли́па — річка у Золочівському районі Львівської області, права притока Золотої Липи (басейн Дністра).

## Опис
Довжина річки приблизно 4 км. Висота витоку над рівнем моря — 400 м, висота гирла — 340 м, падіння річки — 60 м, похил річки — 15 м/км.

## Розташування
Бере початок на південній стороні від села Трудовач біля урочища Гологорський Ліс. Тече переважно на південний схід і в селі Гологори впадає в річку Золоту Липу, ліву притоку Дністра.